# Кекурна затока
Кекурна затока (рос. Кекурный залив) — затока на північному березі Охотського моря між мисами Проміжним (59°5′17.59″ пн. ш. 154°16′38.14″ сх. д. / 59.0882194° пн. ш. 154.2772611° сх. д.) та розташованим за 25 км від нього на схід—північний схід мисом Середнім (59°7′58.73″ пн. ш. 154°48′1.4″ сх. д. / 59.1329806° пн. ш. 154.800389° сх. д.) півострова П'ягіна в Ольському районі Магаданської області Російської Федерації.
Береги затоки, особливо північно-східний, піднесені. У центральній частині затоки примітні два кекури. Глибини — 13—15 м. На підходах до затоки з великих відстаней відкривається гора Ямська висотою 1 053 м, що знаходиться за 18 км на північ—північний захід від мису Проміжного, і високі гори на східному березі затоки, у тому числі гора висотою 847 м, розташована приблизно навпроти середини берега.